# Пам'ятні і ювілейні монети Латвії

Герб Латвії

Пам'ятні та ювілейні монети випускалися Банком Латвії в 1993—2013 роках з дорогоцінних (золото — номіналами 1, 5, 10, 20, 100 латів, срібло — номіналами 1, 5, 10, 20 латів і біметалічні номіналом 1 лат) і недорогоцінних (Мідно-нікелевий сплав — номіналами 1 і 2 лата) металів. Першими були випущені 3 монети, присвячені 75-річчю державності. Під час першої республіки (1918—1940) пам'ятні монети не випускалися.
Так як Латвія в 2014 році перейшла на євро, пам'ятні монети з цього року стали карбувати номінованими в цій валюті.
У зв'язку з відсутністю в країні власного монетного двору, всі монети карбуються за кордоном.

## Статистика
Всього було випущено 100 різновидів пам'ятних і ювілейних монет, номінованих в латах, в тому числі 3 з мідно-нікелевого сплаву, 83 зі срібла 925 проби, 3 із золота 583 проби, 8 із золота 999 проби і 3 біметалевих (срібло + ніобій).
| Мідно-нікелевий сплав | 1 |   |   |   |   |   |   |   |   |   |   |   |   |   |   | 1 |   | 1 |   |   |   | 3   |
| Срібло-925            | 1 | 1 | 5 | 3 | 3 | 3 | 3 | 3 | 3 | 5 | 2 | 4 | 5 | 6 | 4 | 5 | 5 | 4 | 6 | 6 | 6 | 83  |
| Біметал Ag/Nb         |   |   |   |   |   |   |   |   |   |   |   | 1 |   |   | 1 |   |   | 1 |   |   |   | 3   |
| Золото-583            | 1 |   |   |   | 1 |   | 1 |   |   |   |   |   |   |   |   |   |   |   |   |   |   | 3   |
| Золото-999            |   |   |   |   | 1 | 2 |   |   |   |   | 1 |   | 1 |   | 1 | 1 |   |   |   |   | 1 | 8   |
| Всього                | 3 | 1 | 5 | 3 | 5 | 5 | 4 | 3 | 3 | 5 | 3 | 5 | 6 | 6 | 6 | 7 | 5 | 6 | 6 | 6 | 7 | 100 |

## Мідно-нікелеві монети
| 1993 | | 75 років державності Латвії |
| 1993 | Аверс: герб і назва держави. Реверс: національний орнамент, номінал, рік заснування держави (1918) і випуску монети (1993). Гурт: гладкий з двома написами на латис. LATVIJAS VALSTS 75 GADI ♦ . Відкарбована на Фінському монетному дворі. Номінал: 2 лати. Маса: 6,00 гр. Діаметр: 24,35 мм. Тираж: 200 000 шт. Дизайн: А. Крукліс |                             |
| 2008 | | Пісенний фестиваль          |
| 2008 | Аверс: чоловік в національному костюмі з дубовим вінком на тлі тексту пісні «Gaismas pils», номінал, логотип монетної програми «Європейська спадщина». Реверс: жінка в національному костюмі з букетом польових трав на тлі тексту пісні «Pūt, vējiņi», назва держави і рік випуску. Гурт: гладкий з написом на латис. DZIESMAI SODIEN LIELA DIENA. Відкарбована на Фінському монетному дворі. Номінал: 1 лат. Маса: 12,4 гр. Діаметр: 30 мм. Тираж: 30 000 шт. Дизайн: А. Прієдіте |                             |
| 2010 | | Латиська абетка             |
| 2010 | Аверс: сцена із зображенням дітей, учнів, що читають; номінал і рік випуску монети. Реверс: зображення півника з найстарішою відомою абеткою, напис готичним шрифтом на латис. ABC Latviešu ābece. Гурт: гладкий з написом на латис. LATVIJAS REPUBLIKA ♦ LATVIJAS BANKA ♦ . Відкарбована на Фінському монетному дворі. Номінал: 1 лат. Маса: 12,4 гр. Діаметр: 30 мм. Тираж: 10 000 шт. Дизайн: А. Прієдіте                                                                        |                             |

## Срібні монети

### Серія «Історія мореплавання»
Монети номіналом 10 латів, виготовлені зі срібла 925 проби, мають діаметр 38,61 мм і масу 31,47 гр.
Гурт гладкий з двома написами на латис. LATVIJAS BANKA *** — «Банк Латвії ***». Монети викарбувані швейцарською фірмою Valcambi SA.
| 1995 | | Шхуна «Julia Maria»           |
| 1995 | Аверс: герб і назва країни, рік випуску. Реверс: номінал; зображення, рік будівництва та назва корабля на латис. GAFELŠONERIS • JULIA MARIA • 1895. Тираж: 20 000 шт. Дизайн: Й. Струпуліс       |                               |
| 1997 | | Ризький корабель              |
| 1997 | Аверс: герб і назва держави, рік випуску. Реверс: номінал; зображення, найменування судна на латис. RĪGAS KUĢIS XII GS. — «Ризький корабель XII століття». Тираж: 15 000 шт. Дизайн: А. Прієдіте |                               |
| 1998 | | Криголам «Крішьяніс Валдемар» |
| 1998 | Аверс: герб і назва держави, рік випуску. Реверс: номінал; зображення, рік будівництва та назва корабля на латис. LEDLAUZIS • KRIŠJĀNIS VALDEMĀRS • 1 925. Тираж: 10 000 шт. Дизайн: А. Прієдіте |                               |

### Серія «800 роківРизі»
Монети номіналом 10 латів, виготовлені зі срібла 925 проби, мають діаметр 38,61 мм і масу 31,47 гр. Тираж кожної монети — 8000 екземплярів.
На реверсі кожної монети — назва серії на латис. RĪGA-800. Гурт гладкий з написом на латис. LATVIJAS REPUBLIKA ♦ LATVIJAS BANKA ♦ — «Латвійська республіка ♦ Банк Латвії ♦».
Викарбувані на Королівському монетному дворі Великої Британії. Дизайнери — А. Шенбергс і Г. Цілітіс.
| 1995 | | 800 років Ризі — XIII століття  |
| 1995 | Аверс: номінал і рік випуску, фрагмент печатки міської ради Риги (+1226). Реверс єпископ Альберт Буксгевден, напис на латис. BĪSKAPS ALBERTS XIII GS. — «Єпископ Альберт XIII століття».                       |                                 |
| 1995 | | 800 років Ризі — XIV століття   |
| 1995 | Аверс: номінал і рік випуску, фрагмент печатки міської ради Риги (1368). Реверс: фрагмент герба Великої Гільдії (+1354), напис на латис. LIELĀS ĢILDES ĢERBONIS XIV GS. — «Герб Великої гільдії XIV століття». |                                 |
| 1996 | | 800 років Ризі — XV століття    |
| 1996 | Аверс: номінал і рік випуску, фрагмент печатки міської ради Риги. Реверс: Великий Крістап, напис на латис. LIELAIS KRISTAPS XV GS. — «Великий Крістап XIII століття».                                          |                                 |
| 1996 | | 800 років Ризі — XVI століття   |
| 1996 | Аверс: номінал і рік випуску, герб Риги XVI століття. Реверс: панорама міста, напис на латис. Rīga XVI GS. — «Рига XVI століття».                                                                              |                                 |
| 1997 | | 800 років Ризі — XVII століття  |
| 1997 | Аверс: номінал і рік випуску, герб Риги XVII століття. Реверс: оборонні споруди міста початку XVII століття, напис на латис. RĪGAS NOCIETINĀJUMI XVII GS. — «Укріплення Риги XVII століття».                   |                                 |
| 1997 | | 800 років Ризі — XVIII століття |
| 1997 | Аверс: номінал і рік випуску, герб Риги XVIII століття. Реверс: будинок Чорноголових, його назва і вік на латис. MELNGALVJU NAMS XVIII GS..                                                                    |                                 |
| 1998 | | 800 років Ризі — XIX століття   |
| 1998 | Аверс: номінал і рік випуску, герб Риги XIX століття. Реверс: фестивальна процесія, напис на латис. I VISPĀRĒJIE LATVIEŠU DZIESMU SVĒTKI XIX GS. — «1й національний пісенний фестиваль XIX століття».          |                                 |
| 1998 | | 800 років Ризі — XX століття    |
| 1998 | Аверс: сучасний герб Риги. Реверс: Пам'ятник Свободи, напис латис. BRĪVĪBAS PIEMINEKLIS LATVIJAS VALSTS XX GS. — «Монумент свободи Латвійська держава XX століття».                                            |                                 |

### Серія «Види тварин, що знаходяться під загрозою зникнення»
Монети масою 31,47 гр. і діаметром 38,61 мм викарбувані зі срібла 925 проби швейцарською фірмою Valcambi SA. Дизайн: Е. Фолкс.
Аверс: герб і назва держави, рік випуску.
| 1996 | | Деркач            |
| 1996 | Реверс: номінал, зображення тварини і її назва на латис. GRIEZE, назва серії на латис. APDRAUDĒTĀ FAUNA. Гурт гладкий з двома написами на латис. LATVIJAS BANKA *** — «Банк Латвії ***» або рубчастий Номінал: 10 латів. Тираж: 15 000 шт. |                   |
| 1999 | | Європейська норка |
| 1999 | Реверс: номінал, зображення тварини і її назва на лат. MUSTELA LUTREOLA. Гурт гладкий з двома написами на латис. LATVIJAS BANKA *** — «Банк Латвії ***». Номінал: 1 лат. Тираж: 8000 шт.                                                   |                   |

### Серія «МістаГанзейського союзу»
Монети номіналом 10 латів, виготовлені зі срібла 925 проби, мають діаметр 38,61 мм і масу 31,47 гр. Тираж кожної монети — 15000 екземплярів.
Гурт гладкий з написом на латис. LATVIJAS REPUBLIKA • LATVIJAS BANKA • — «Латвійська республіка • Банк Латвії •». На реверсі кожної монети назва серії на латис. HANZAS PILSĒTA.
Викарбувані на монетному дворі Фінляндії. Дизайнер — Г. Кролліс.
| 2000 | | Вентспілс |
| 2000 | Аверс: номінал, рік випуску і герб міста, його назва на нім. WINDAU, східний і західний орнаменти. Реверс: Віндавський замок, назва міста на латис. VENTSPILS і Ганзейське судно.                                                   |           |
| 2001 | | Цесіс     |
| 2001 | Аверс: номінал, рік випуску і герб міста, його назва на нім. WENDEN, готичні орнаменти. Реверс: Цесіський замок, назва міста на латис. CĒSIS і Ганзейське судно.                                                                    |           |
| 2002 | | Кулдига   |
| 2002 | Аверс: номінал, рік випуску і герб міста, його назва на нім. GOLDINGEN, готичний і національний орнаменти. Реверс: водоспад на річці Вента, пейзаж і назва міста на латис. KULDĪGA, Ганзейські кораблі.                             |           |
| 2003 | | Валміера  |
| 2003 | Аверс: номінал, рік випуску і печатка з гербом міста, його назва на нім. WOLMAR, елемент оформлення церкви Св. Сімеона і фрагмент національної брошки. Реверс: церква Св. Сімеона назва міста на латис. VALMIERA, Ганзейське судно. |           |
| 2005 | | Кокнесе   |
| 2005 | Аверс: номінал, рік випуску і печатка з гербом міста, його назва на нім. KOKENHUSEN, орнамент. Реверс: орденський замок нині і в минулому, Сонце і Місяць, назва міста на латис. KOKNESE, Ганзейські кораблі.                       |           |
| 2006 | | Страупе   |
| 2006 | Аверс: номінал, рік випуску і печатка з гербом міста, його назва на нім. ROOP, орнамент. Реверс: Лієлстраупський замок, назва міста на латис. STRAUPE, Ганзейське судно, дерева.                                                    |           |
| 2008 | | Лимбажі   |
| 2008 | Аверс: номінал, рік випуску і печатка з гербом міста, його назва на нім. LEMSAL, готичний і національний орнаменти. Реверс: руїна замку Лимбажі, церква Св. Іоанна, назва міста на латис. LIMBAŽI, Ганзейське судно, дерева.        |           |
| 2011 | | Рига      |
| 2011 | Аверс: номінал, рік випуску і печатка з гербом міста, його назва на нім. RIGA, готичні орнаменти. Реверс: панорама і назва міста на латис. RĪGA, ганзейські кораблі.                                                                |           |

### Серія «Коріння»
Монети номіналом 1 лат, масою 31,47 гр. і діаметром 38,61 мм викарбувані зі срібла 925 проби з якістю proof на монетному дворі Фінляндії. Дизайн: Ю. Петрашкевич.
Аверс: назва держави, рік випуску; композиція, яка символізує землю, небо, природні явища, сезонні і добові зміни.
Реверс: художня композиція і номінал.
Гурт: гладкий. Тираж кожної монети — 5000 шт.
| 2000 |  | Земля Реверс: стилізований латвійський пейзаж                                           |
| 2001 |  | Небеса Реверс: жіноча фігура, Сонце і Місяць на тлі стилізованого латвійського пейзажу. |
| 2002 |  | Доля Реверс: яблуня на тлі стилізованого латвійського пейзажу.                          |

### Серія «Час»
Монети номіналом 1 лат, виготовлені зі срібла 925 проби, мають діаметр 38,61 мм і масу 31,47 гр. Тираж кожної монети — 5000 шт.
Гурт гладкий з написом на латис. LATVIJAS REPUBLIKA • LATVIJAS BANKA • — «Латвійська республіка • Банк Латвії •»
Викарбувані на монетному дворі Фінляндії. Дизайнер — А. Прієдіте.
| 2003 | | Курземе |
| 2003 | Аверс: номінал, рік випуску, герб герцогства Герцогство Курляндії та Семигалії, сцена будівництва корабля. Реверс: вагарі конопель на тлі цегляної стіни і доменної печі, назва області на латис. KURZEME.                           |         |
| 2004 | | Відземе |
| 2004 | Аверс: номінал, рік випуску, герб Задвінського герцогства, селянин в возі, запряженому парою коней. Реверс: кріпаки, що пиляють дерево, на тлі дошки з вирізаними на ній літерами; два кронциркуля, назва області на латис. VIDZEME. |         |
| 2004 | | Латгале |
| 2004 | Аверс: номінал, рік випуску, Богородиця з немовлям Ісусом в мандорле на тлі пейзажу Латгалії. Реверс: хрест, сіяч і янгол на тлі орнаменту з квіток льону, назва області на латис. LATGALE.                                          |         |

### Серія «Люди»
Монети номіналом 1 лат, виготовлені зі срібла 925 проби, мають діаметр 38,61 мм і масу 31,47 гр. Тираж кожної монети — 5000 шт.
Гурт гладкий з написом на латис. LATVIJAS REPUBLIKA • LATVIJAS BANKA • — «Латвійська республіка • Банк Латвії •»
Викарбувані на Королівському монетному дворі Нідерландів. Дизайнер — А. Озола-Яунарайя.
| 2005 | | Райніс             |
| 2005 | Аверс: номінал і рік випуску, гори. Реверс: підпис і портрет Райніса, напис на латис. VIENMĒR VIENS UN PATS..., гори.                        |                    |
| 2006 | | Кріш'яніс Валдемар |
| 2006 | Аверс: номінал і рік випуску, море і чайка, що летить. Реверс: підпис і портрет Валдемара, напис на латис. LATVJI, BRAUCIET JŪRIŅĀ..., море. |                    |
| 2006 | | Кріш'яніс Барон    |
| 2006 | Аверс: номінал і рік випуску, зоряне небо. Реверс: підпис і портрет Барона, напис на латис. KAS VAR ZVAIGZNES SASKAITĪT..., зоряне небо.     |                    |

### Серія «Держава»
Монети номіналом 1 лат, виготовлені зі срібла 925 проби, мають діаметр 38,61 мм і масу 31,47 гр. Тираж кожної монети — 5000 екземплярів. Гурт гладкий.
Викарбувані на монетному дворі Фінляндії. Дизайнер — І. Грундуліс.
| 2006 | | Боротьба за свободу |
| 2006 | Аверс: номінал, рік випуску, схрещені мечі на тлі Сонця, напис на латис. NO ZOBENA SAULE LĒCA. Реверс: контур і назва держави, три зірки, дата проголошення незалежності — 1918.18.XI.                                     |                     |
| 2007 | | Чужі влади          |
| 2007 | Аверс: номінал, рік випуску, розбитий герб Латвії, напис на латис. DIEVS TAVA ZEME DEG! — «Боже, твоя земля у вогні!». Реверс: фрагменти герба і назви держави, роки окупації 1940—1991.                                   |                     |
| 2007 | | Відродження держави |
| 2007 | Аверс: герб і назва держави, дата прийняття Декларації про відновлення незалежності — 1990.4.V. Реверс: номінал, рік випуску, сонце з прапором Латвії, напис на латис. DIEVS, SVĒTĪ LATVIJU! — «Боже, благослови Латвію!». |                     |

### Монети, присвячені спорту
| 1994 | | XXVI літні Олімпійські ігри в Атланті                                |
| 1994 | Аверс: герб і назва держави, рік випуску. Реверс: весляр на каное, номінал, напис на латис. OLIMPISKĀS SPĒLES • +1996 • ATLANTA — «Олімпійські ігри • +1996 • Атланта». Гурт гладкий з двома написами на латис. LATVIJAS BANKA *** — «Банк Латвії ***». Відкарбована швейцарською фірмою Valcambi SA. Дизайн: Г. Цілітіс Номінал: 10 латів. Маса: 31,47 гр. Діаметр: 38,61 мм. Тираж: 30 000 шт. |                                                                      |
| 1999 | | XXVII літні Олімпійські ігри в Сіднеї                                |
| 1999 | Аверс: герб і назва держави, рік випуску. Реверс: пара велосипедистів, номінал, напис на латис. SIDNEJA • 2000 • OLIMPISKĀS SPĒLES — «Сідней • 2000 • Олімпійські ігри». Гурт гладкий з двома написами на латис. LATVIJAS BANKA *** — «Банк Латвії ***». Відкарбована швейцарською фірмою Valcambi SA. Дизайн: Х. Воркалс Номінал: 1 лат. Маса: 20,00 гр. Діаметр: 34,00 мм. Тираж: 10 000 шт. |                                                                      |
| 2001 | | XIX зимові Олімпійські ігри в Солт-Лейк-Сіті                         |
| 2001 | Аверс: герб і назва держави, рік випуску. Реверс: хокеїст, номінал, напис на латис. SOLTLEIKSITIJA • 2002 — «Солт-Лейк-Сіті • 2002». Гурт гладкий з трьома написами на латис. LATVIJA • — «Латвія •». Відкарбована на Фінському монетному дворі. Дизайн: А. варпа Номінал: 1 лат. Маса: 31,47 гр. Діаметр: 38,61 мм. Тираж: 25 000 шт. |                                                                      |
| 2002 | | XXVIII літні Олімпійські ігри в Афінах                               |
| 2002 | Аверс: герб і назва держави, рік випуску, номінал. Реверс: сцена греко-римської боротьби, напис на латис. OLIMPISKĀS SPĒLES • ATĒNAS • 2004 — «Олімпійські ігри • Афіни • 2004». < br> Гурт гладкий з двома написами на латис. LATVIJAS BANKA ♦ — «Банк Латвії ♦». Відкарбована на Фінському монетному дворі. Дизайн: Д. Пундурс Номінал: 1 лат. Маса: 31,47 гр. Діаметр: 38,61 мм. Тираж: 26 000 шт. |                                                                      |
| 2004 | | Чемпіонат світу з футболу 2006                                       |
| 2004 | Аверс: герб і назва держави, рік випуску. Реверс: номінал, футболіст, назва заходу на латис. FIFA PASAULES KAUSS 2006 VĀCIJA і англ. 2006 FIFA WORLD CUP GERMANY ™. Гурт гладкий з трьома написами на латис. LATVIJA ♦. Відкарбована на Королівському монетному дворі Великої Британії. Дизайн: Х. Воркалс Номінал: 1 лат. Маса: 31,47 гр. Діаметр: 38,61 мм. Тираж: 50 000 шт. |                                                                      |
| 2005 | | Чемпіонат світу з хокею із шайбою 2006                               |
| 2005 | Аверс: герб і назва держави, рік випуску, номінал. Реверс: стилізоване зображення хокеїстів, два написи на латис. RĪGA 2006 — «Рига 2006», назва заходу на латис. Pasaules čempionāts hokejā і англ. Ice Hockey World Championship. Гурт гладкий з трьома написами на латис. LATVIJA ♦. Відкарбована на Берлінському монетному дворі. Дизайн: А. Руткс Номінал: 1 лат. Маса: 31,47 гр. Діаметр: 38,61 мм. Тираж: 5000 шт. |                                                                      |
| 2005 | | XX зимові Олімпійські ігри в Турині                                  |
| 2005 | Аверс: герб і назва держави, рік випуску. Реверс: номінал, бобслеїсти, назва заходу на англ. OLYMPIC WINTER GAMES 2006. Гурт гладкий з трьома написами на латис. LATVIJA ♦. Відкарбована на Берлінському монетному дворі. Дизайн: Х. Воркалс Номінал: 1 лат. Маса: 31,47 гр. Діаметр: 38,61 мм. Тираж: 15 000 шт. |                                                                      |
| 2008 | | Баскетбол                                                            |
| 2008 | Аверс: назва держави, номінал і три зірки на тлі баскетбольного м'яча. Реверс: пара баскетболістів, назва спорту на латис. BASKETBOLS. Гурт гладкий з написом на латис. LATVIJAS REPUBLIKA • LATVIJAS BANKA • — «Латвійська республіка • Банк Латвії •». Відкарбована на Фінському монетному дворі. Дизайн: Ф. Кірці Номінал: 1 лат. Маса: 31,47 гр. Діаметр: 38,61 мм. Тираж: 5000 шт. |                                                                      |
| 2012 | | 100 років першій участі латвійських спортсменів в Олімпійських іграх |
| 2012 | Аверс: номінал, рік випуску, три фігури латвійських бігунів в національних костюмах, напис на латис. 100 GADU OLIMPISKAJĀS SPĒLĒS — «100 років на Олімпійських іграх». Реверс: три фігури давньогрецьких бігунів, напис на латис. 776. GADS PRIEKŠ KRISTUS — «776 рік до н. е.». Гурт гладкий з написом на латис. LATVIJAS REPUBLIKA ♦ LATVIJAS BANKA ♦ — «Латвійська республіка ♦ Банк Латвії ♦». Відкарбована на Королівському монетному дворі Нідерландів. Дизайн: А. Бікше Номінал: 1 лат. Маса: 22,00 гр. Діаметр: 35,00 мм. Тираж: 5000 шт. |                                                                      |

### Ювілейні монети 1993—2010 років
| 1993 | | 75 років державності Латвії                        |
| 1993 | Аверс: герб і назва держави. Реверс: національний орнамент, номінал, рік заснування держави (1918) і випуску монети (1993). Гурт: гладкий з двома написами на латис. LATVIJAS VALSTS 75 GADI ♦ — «75 років державності Латвії ♦». 'Відкарбована' на Фінській монетному дворі. 'Дизайн' А. Крукліс Номінал: 10 латів. Маса: 25,157 гр. Діаметр: 36,07 мм. Тираж: 30 000 шт.                                                     |                                                    |
| 1995 | | 50 років ООН                                       |
| 1995 | Аверс: герб і назва держави, рік випуску. Реверс: номінал; напис на англ. FOR FREEDOM AND DEMOCRACY — «За свободу і демократію»; люди, що тримаються за руки; логотип 50-річчя ООН. Гурт: гладкий з двома написами на латис. LATVIJAS BANKA *** — «Банк Латвії ***». Відкарбована на Королівському монетному дворі Великої Британії. Дизайн Х. Воркалс Номінал: 10 латів. Маса: 28,28 гр. Діаметр: 38,61 мм. Тираж: 50 000 шт. |                                                    |
| 2008 | | 90 років державності Латвії                        |
| 2008 | Аверс: Реверс: Гурт: гладкий з двома написами на латис. LATVIJAS BANKA ♦ — «Банк Латвії ♦». Номінал: 1 лат. Маса: 31,47 гр. Діаметр: 38,61 мм. Тираж: 5000 шт. |                                                    |
| 2009 | | 90 років Латвійському університету                 |
| 2009 | Аверс: Реверс: Гурт: гладкий з написом на лат. VIVAT ♦ CRESCAT ♦ FLOREAT ♦ — «Нехай живе, росте, процвітає». Номінал: 1 лат. Маса: 31,47 гр. Діаметр: 38,61 мм. Тираж: 7000 шт. |                                                    |
| 2009 | | 130 років першого видання роману «Часи землемірів» |
| 2009 | Аверс: Реверс: Гурт: гладкий з написом на лат. LATVIJAS REPUBLIKA • LATVIJAS BANKA • — «Латвійська республіка • Банк Латвії •». Номінал: 1 лат. Маса: 31,47 гр. Діаметр: 38,61 мм. Тираж: 7000 шт. |                                                    |
| 2010 | | 400 років від дня народження Якоба фон Кетлера     |
| 2010 | Аверс: Реверс: Гурт: гладкий з написом на лат. LATVIJAS REPUBLIKA • LATVIJAS BANKA • — «Латвійська республіка • Банк Латвії •». Номінал: 1 лат. Маса: 31,47 гр. Діаметр: 38,61 мм. Тираж: 5000 шт. |                                                    |
| 2010 | | 20-річчя відновлення незалежності                  |
| 2010 | Аверс: Реверс: Гурт: гладкий з двома написами на лат. LATVIJAS BANKA ♦ — «Банк Латвії ♦». Номінал: 1 лат. Маса: 31,47 гр. Діаметр: 38,61 мм. Тираж: 7000 шт. |                                                    |

### Ювілейні монети 2011—2013 років
| 2011 | | 100 років з дня народження Александра Чакса |
| 2011 | Аверс: Реверс: Гурт: гладкий. Номінал: 1 лат. Маса: 26 гр. Тираж: 7000 шт. |                                             |
| 2011 | | 275 років Рундальському палацу              |
| 2011 | Аверс: Реверс: Гурт: гладкий з написом на лат. LATVIJAS REPUBLIKA • LATVIJAS BANKA • — «Латвійська республіка • Банк Латвії •». Номінал: 1 лат. Маса: 31,47 гр. Діаметр: 38,61 мм. Тираж: 5000 шт.     |                                             |
| 2011 | | 800 років першим ризьким грошам             |
| 2011 | Аверс: Реверс: Гурт: гладкий з написом на лат. LATVIJAS REPUBLIKA • LATVIJAS BANKA • — «Латвійська республіка • Банк Латвії •». Номінал: 1 лат. Маса: 12,5 гр. Діаметр: 28 мм. Тираж: 5000 шт.         |                                             |
| 2012 | | 100 років Ризькому зоопарку                 |
| 2012 | Аверс: Реверс: Гурт: гладкий з написом на лат. LATVIJAS REPUBLIKA • LATVIJAS BANKA • 2012 — «Латвійська республіка • Банк Латвії • 2012». Номінал: 1 лат. Маса: 35 гр. Діаметр: 27 мм. Тираж: 5000 шт. |                                             |
| 2012 | | 150 років Ризькому технічному університету  |
| 2012 | Аверс: Реверс: Гурт: гладкий. Номінал: 1 лат. Маса: 26 гр. Тираж: 3000 шт. |                                             |
| 2013 | | 150 років з дня народження Р. Блауманіса    |
| 2013 | Аверс: Реверс: Гурт: гладкий з написом на лат. LATVIJAS BANKA ♦ — «Банк Латвії ♦». Номінал: 1 лат. Маса: 22 гр. Діаметр: 35 мм. Тираж: 5000 шт.                                                        |                                             |
| 2013 | | 200 років з дня народження Р. Вагнера       |
| 2013 | Аверс: Реверс: Гурт: гладкий з написом на лат. LATVIJAS REPUBLIKA ♦ LATVIJAS BANKA ♦ — «Латвійська республіка ♦ Банк Латвії ♦». Номінал: 1 лат. Маса: 22 гр. Діаметр: 35 мм. Тираж: 5000 шт.           |                                             |
| 2013 | | 150 років з дня народження Я. Вітолса       |
| 2013 | Аверс: Реверс: Гурт: гладкий з написом на лат. LATVIJAS REPUBLIKA ♦ LATVIJAS BANKA ♦ — «Латвійська республіка ♦ Банк Латвії ♦». Номінал: 1 лат. Маса: 22 гр. Діаметр: 35 мм. Тираж: 3000 шт.           |                                             |

### Пам'ятні монети
| 1999 | | Мілленіум                         |
| 1999 | Аверс: Реверс: Гурт: гладкий. Номінал: 1 лат. Маса: 15,2 гр. Діаметр: 28 мм. Тираж: 30 000 шт. |                                   |
| 2000 | | Програма ЮНІСЕФ «Дітям світу»     |
| 2000 | Аверс: Реверс: Гурт: гладкий з двома написами на латис. LATVIJAS BANKA *** — «Банк Латвії ***». Номінал: 1 лат. Маса: 31,47 гр. Діаметр: 38,61 мм. Тираж: 6000 шт.                                            |                                   |
| 2002 | | Латвійська Національна бібліотека |
| 2002 | Аверс: Реверс: Гурт: гладкий з написом на латис. GAISMU SAUCA - GAISMA AUSA — "". Номінал: 1 лат. Маса: 31,47 гр. Діаметр: 38,61 мм. Тираж: 5000 шт.                                                          |                                   |
| 2004 | | Вступ Латвії до ЄС                |
| 2004 | Аверс: Реверс: Гурт: гладкий з двома написами на латис. LATVIJAS BANKA ♦ — «Банк Латвії ♦». Номінал: 1 лат. Маса: 31,47 гр. Діаметр: 38,61 мм. Тираж: 15 000 шт.                                              |                                   |
| 2006 | | Січневі події 1991 року           |
| 2006 | Аверс: Реверс: Гурт: гладкий з двома написами на латис. LATVIJAS BANKA ♦ — «Банк Латвії ♦». Номінал: 1 лат. Маса: 31,47 гр. Діаметр: 38,61 мм. Тираж: 5000 шт.                                                |                                   |
| 2007 | | Сігулда                           |
| 2007 | Аверс: Реверс: Гурт: гладкий з написом на латис. LATVIJAS REPUBLIKA • LATVIJAS BANKA • — «Латвійська республіка • Банк Латвії •». Номінал: 1 лат. Маса: 31,47 гр. Діаметр: 38,61 мм. Тираж: 5000 шт.          |                                   |
| 2008 | | Пісенний фестиваль                |
| 2008 | Аверс: Реверс: Гурт: гладкий з двома написами на латис. LATVIJAS REPUBLIKA • LATVIJAS BANKA • — «Латвійська республіка • Банк Латвії •». Номінал: 1 лат. Маса: 31,47 гр. Діаметр: 38,61 мм. Тираж: 10 000 шт. |                                   |
| 2010 | | Абетка                            |
| 2010 | Аверс: Реверс: Гурт: гладкий з написом на латис. LATVIJAS REPUBLIKA • LATVIJAS BANKA • — «Латвійська республіка • Банк Латвії •». Номінал: 1 лат. Маса: 31,47 гр. Діаметр: 38,61 мм. Тираж: 5000 шт.          |                                   |
| 2011 | | Домський собор в Ризі             |
| 2011 | Аверс: Реверс: Гурт: гладкий з двома написами на латис. LATVIJAS BANKA ♦ — «Банк Латвії ♦». Номінал: 1 лат. Маса: 22 гр. Діаметр: 35 мм. Тираж: 5000 шт.                                                      |                                   |
| 2011 | | Латвійська залізниця              |
| 2011 | Аверс: Реверс: Гурт: гладкий з написом на латис. LATVIJAS REPUBLIKA • LATVIJAS BANKA • — «Латвійська республіка • Банк Латвії •». Номінал: 1 лат. Маса: 22 гр. Діаметр: 35 мм. Тираж: 5000 шт.                |                                   |
| 2012 | | Карліс Зале                       |
| 2012 | Аверс: Реверс: Гурт: гладкий з написом на латис. LATVIJAS REPUBLIKA • LATVIJAS BANKA • — «Латвійська республіка • Банк Латвії •». Номінал: 1 лат. Маса: 22 гр. Діаметр: 35 мм. Тираж: 7000 шт.                |                                   |

### Інші срібні монети
| 2002 | | Монета Долі      |
| 2002 | Аверс: Реверс: Гурт: гладкий. Номінал: 1 лат. Маса: 15 гр. Діаметр: 28 мм. Тираж: 5000 шт. |                  |
| 2005 | | Барон Мюнхгаузен |
| 2005 | Аверс: Реверс: Гурт: гладкий з написом на латис. LATVIJAS REPUBLIKA • LATVIJAS BANKA • — «Латвійська республіка • Банк Латвії •». Номінал: 100 сантимів. Маса: 31,47 гр. Діаметр: 38,61 мм. Тираж: 5000 шт. |                  |
| 2006 | | Цифрова монета   |
| 2006 | Аверс: Реверс: Гурт: гладкий. Номінал: 1 лат. Маса: 27 гр. Діаметр: 38,61 мм. Тираж: 2007 шт. |                  |
| 2007 | | Монета життя     |
| 2007 | Аверс: Реверс: Гурт: гладкий. Номінал: 1 лат. Маса: 31,47 гр. Діаметр: 38,61 мм. Тираж: 5000 шт. |                  |
| 2008 | | Монета Щастя     |
| 2008 | Аверс: Реверс: Гурт: гладкий з двома написами на латис. LATVIJAS BANKA ♦ — «Банк Латвії ♦». Номінал: 1 лат. Маса: 22 гр. Діаметр: 35 мм. Тираж: 5000 шт.                                                    |                  |
| 2009 | | Порося           |
| 2009 | Аверс: Реверс: Гурт: гладкий з двома написами на латис. LATVIJAS BANKA ♦ — «Банк Латвії ♦». Номінал: 1 лат. Маса: 20 гр. Діаметр: 34 мм. Тираж: 5000 шт.                                                    |                  |
| 2009 | | Монета Води      |
| 2009 | Аверс: Реверс: Гурт: гладкий. Номінал: 1 лат. Маса: 26 гр. Тираж: 7000 шт. |                  |
| 2009 | | Різдвяна ялинка  |
| 2009 | Аверс: Реверс: Гурт: гладкий з написом на латис. LATVIJAS REPUBLIKA • LATVIJAS BANKA • — «Латвійська республіка • Банк Латвії •». Номінал: 1 лат. Маса: 22 гр. Діаметр: 35 мм. Тираж: 20 000 шт.            |                  |
| 2010 | | Бурштинна монета |
| 2010 | Аверс: Реверс: Гурт: гладкий. Номінал: 1 лат. Маса: 20,7 г. Діаметр: 35 мм. Тираж: 7000 шт. |                  |
| 2012 | | Кам'яна монета   |
| 2012 | Аверс: Реверс: Гурт: гладкий з двома написами на латис. LATVIJAS BANKA ♦ — «Банк Латвії ♦». Номінал: 1 лат. Маса: 13,6 гр. Діметр: 35 мм. Тираж: 7000 шт.                                                   |                  |
| 2012 | | 5 латів          |
| 2012 | Аверс: Реверс: Гурт: гладкий з написом на латис. DIEVS • SVĒTĪ • LATVIJU • — «Бог зберігає Латвію». Номінал: 1 лат. Маса: 25 гр. Діаметр: 37 мм. Тираж: 10 000 шт.                                          |                  |
| 2013 | | 20 латів         |
| 2013 | Аверс: Реверс: Гурт: гладкий з двома написами на латис. LATVIJAS BANKA ♦ — «Банк Латвії ♦». Номінал: 1 лат. Маса: 11 гр. Діаметр: 21,75 мм. Тираж: 10 000 шт.                                               |                  |
| 2013 | | Колискова монета |
| 2013 | Аверс: Реверс: Гурт: гладкий з двома написами на латис. LATVIJAS BANKA 2013 ♦ — «Банк Латвії 2013 ♦». Номінал: 1 лат. Маса: 22 гр. Діаметр: 35 мм. Тираж: 5000 шт.                                          |                  |
| 2013 | | 365              |
| 2013 | Аверс: Реверс: Гурт: гладкий. Номінал: 1 лат. Маса: 16,4 гр. Діаметр: 30 мм. Тираж: 5000 шт. |                  |

## Біметалеві монети
Монети номіналом 1 лат, масою 17,15 гр. і діаметром 34,00 мм викарбувані зі срібла 900 проби (зовнішня частина масою 10,00 гр.) і ніобію (внутрішня частина масою 7,15 гр.) з якістю UNC на монетному дворі Австрії. Дизайн: Л. Шенбергс.
Аверс: номінал, рік випуску і назва держави, геральдична троянда з ініціалами першовідкривача ніобію Генріха Розе (HR) під нею.
Гурт: гладкий.
| 2004 |  | Монета часу I Реверс: астрономічний годинник з Будинку Чорноголових в Ризі. Тираж: 5000 шт.                           |
| 2007 |  | Монета часу II Реверс: зодіакальний круг і життєвий цикл рослини. Тираж: 7000 шт.                                     |
| 2010 |  | Монета часу III Реверс: фази Місяця на тлі зоряного неба, елементи земного ландшафту у вигляді вінка. Тираж: 7000 шт. |

## Золоті монети
| 1993 | | 75 років державності Латвії           |
| 1993 | Аверс: герб і назва держави. Реверс: національний орнамент, номінал, рік заснування держави (1918) і випуску монети (1993). Гурт: гладкий з двома написами на латис. LATVIJAS VALSTS 75 GADI ♦ — «75 років державності Латвії ♦». Відкарбована на Фінській монетному дворі. Номінал: 100 латів. Проба: 583,3. Маса: 13,338 гр. Діаметр: 27,0 мм. Тираж: 3500 шт. Дизайн: А. Крукліс |                                       |
| 1997 | | Шхуна «Julia Maria»                   |
| 1997 | Аверс: герб і назва держави, рік випуску. Реверс: номінал; зображення, рік будівництва та назва корабля на латис. GAFELŠONERIS • JULIA MARIA • 1895. Гурт: рубчастий. Відкарбована швейцарською фірмою Valcambi SA. Номінал: 10 латів. Проба: 999. Маса: 1,2442 гр. Діаметр: 13,92 мм. Тираж: 25 000 шт. Дизайн: Я. Струпуліс                                                       |                                       |
| 1997 | | Фрегат «Gekrönte Ehlendt»             |
| 1997 | Аверс: герб і назва держави, рік випуску. Реверс: номінал; зображення, рік будівництва та назва корабля на латис. FREGATE • GEKRÖNTE EHLENDT • 1642. Гурт: рубчастий. Відкарбована швейцарською фірмою Valcambi SA. Номінал: 20 латів. Проба: 583. Маса: 7,776 гр. Діаметр: 25,00 мм. Тираж: 5000 шт. Дизайн: А. Прієдіте                                                           |                                       |
| 1998 | | 800 років Ризі. XIV століття          |
| 1998 | Аверс: номінал і рік випуску, фрагмент печатки міської ради Риги (1368). Реверс: фрагмент герба Великої Гільдії (+1354), напис на латис. RĪGA-800. Гурт: рубчастий. Відкарбована швейцарською фірмою Valcambi SA. Номінал: 10 латів. Проба: 999,9. Маса: 1,2442 гр. Діаметр: 13,92 мм. Тираж: 25 000 шт. Дизайн: Г. Цілітіс, Л. Шенбергс                                            |                                       |
| 1999 | | XXVII літні Олімпійські ігри в Сіднеї |
| 1999 | Аверс: герб і назва держави, рік випуску. Реверс: стилізоване зображення метальника списа, номінал, напис на латис. SIDNEJA 2000 OLIMPISKĀS SPĒLES — «Сідней 2000 Олімпійські ігри». Гурт: рубчастий. Відкарбована швейцарською фірмою Valcambi SA. Номінал: 10 латів. Проба: 583. Маса: 3,11 гр. Діаметр: 18,5 мм. Тираж: 3000 шт. Дизайн: О. Шилова                               |                                       |
| 2003 | | 5 латів                               |
| 2003 | Аверс: номінал, герб і назва держави, рік випуску. Реверс: назва держави, профіль дівчини з колоссям. Гурт: рубчастий. Відкарбована швейцарською фірмою Valcambi SA. Номінал: 5 латів. Проба: 999,9. Маса: 1,2442 гр. Діаметр: 13,92 мм. Тираж: 20 000 шт. Дизайн: Р. Заріньш |                                       |
| 2005 | | Модерн                                |
| 2005 | Аверс: назва держави, номінал, напис на латис. RĪGA 2005, орнамент. Реверс: фігура з модернового будинку в Ризі. Гурт: рубчастий. Відкарбована швейцарською фірмою Valcambi SA. Номінал: 1 лат. Проба: 999. Маса: 1,2442 гр. Діаметр: 13,92 мм. Тираж: 20 000 шт. Дизайн: Г. Сієтіньш                                                                                               |                                       |
| 2007 | | Золота яблуня                         |
| 2007 | Аверс: малий герб і назва держави, номінал, рік випуску. Реверс: стилізоване зображення яблуні. Гурт: рубчастий. Відкарбована на Берлінському монетному дворі. Номінал: 1 лат. Проба: 999,9. Маса: 1,244 гр. Діаметр: 13,92 мм. Тираж: 15 000 шт. Дизайн: Л. Шенбергс |                                       |
| 2008 | | Монета Латвії                         |
| 2008 | Аверс: натюрморт (діжка, глечик, булка хліба, яблуко і ніж на столі), номінал, рік (1922) і ім'я гравера (T. ZAĻKALNS). Реверс: профіль жінки в хустці, назва держави і рік випуску. Гурт: гладкий. Відкарбована на Австрійському монетному дворі. Номінал: 20 латів. Проба: 999,9. Маса: 10 гр. Діаметр: 22 мм. Тираж: 5000 шт. Дизайн: Т. Залькалнс                               |                                       |
| 2013 | | Лестенська церква                     |
| 2013 | Аверс: назва держави, номінал, рік випуску, елемент оформлення вівтаря Лестенської церкви. Реверс: голова янгола, напис на латис. AK, SVĒTĀ LESTENE! — «О, свята Лестене!». Гурт: рубчастий. Відкарбована на Литовському монетному дворі. Номінал: 1 лат. Проба: 999,9. Маса: 1,2442 гр. Діаметр: 13,92 мм. Тираж: 5000 шт. Дизайн: Л. Шенбергс                                     |                                       |